# Juan García-Margallo y García
Juan García-Margallo y García (Montánchez, 12 de julio de 1839-Melilla, 28 de octubre de 1893) fue un militar español.

## Biografía
Nació el 12 de julio de 1839 en la localidad cacereña de Montánchez. Cadete en 1855, ascendió a alférez en 1858. En 1859 se incorporó al ejército que partía a la guerra de África, siendo herido en la acción del 14 de enero y condecorado en el campo de batalla. Tomó parte en los acontecimientos de 1866 y 1869. Fue gobernador de Melilla, tomando posesión del mando el 30 de septiembre de 1891, y ejerció el cargo hasta 1893. Margallo fue ascendido después a general. Tras una ofensiva de los rifeños, quedó atrapado en el Fuerte de Cabrerizas Altas, donde cayó durante los combates librados en los días 27 y 28 de octubre, en la que se conoce como la guerra de Margallo. 
Sus restos mortales se encuentran en el Panteón Margallo, del cementerio municipal de la Purísima Concepción de Melilla (España). Fue bisabuelo del ministro José Manuel García-Margallo.